# Ухань, Илья Павлович
Илья́ Па́влович Уха́нь (укр. Ілля Павлович Ухань; род. 1 июня 2003, Харцызск, Донецкая область) — украинский футболист, защитник клуба «Александрия».

## Биография
Родился в городе Харцызск, Донецкая область. В ДЮФЛУ с 2015 по 2020 год выступал за ДВУФК (Днепр), «Днепр» (Днепр) и «Мариуполь».
В преддверии старта второй половины сезона 2019/20 годов выступал за юношескую сборную «Мариуполя», а уже в следующем сезоне дебютировал в молодежной команде «мариупольцев». В футболке первой команды «приазовцев» дебютировал 10 апреля 2021 в проигранном (0:3) домашнего поединка 1-го тура Премьер-лиги Украины против донецкого «Шахтёра». Илья вышел на поле в стартовом составе, а на 75-й минуте его заменил Павел Шушко. Этот матч оказался единственным для юного защитника в главной команде «Мариуполя».
В конце июля 2021 перешел в юношескую команду «Колоса». В марте 2023 стал игроком одесского «Черноморца». В официальных матчах в составе «Черноморца» дебютировал 22 сентября 2023 в игре 8-го тура Премьер-лиги чемпионата Украины сезона 2023/24 против «Александрии» (1:5).